# Suíça nos Jogos Olímpicos de Inverno de 1924
A Suíça mandou 30 competidores que disputaram sete modalidades nos Jogos Olímpicos de Inverno de 1924, em Chamonix, na França. A delegação conquistou 3 medalhas no total, sendo duas de ouro, e uma de bronze.